# Odontologia do trabalho
Odontologia do trabalho é uma ciência que visa prevenir e diagnosticar doenças do complexo bucomaxilofacial, provocadas pela atividade laboral, e a evitar acidente de trabalho por causas odontológicas, contribuindo assim para a saúde integral do trabalhador. Pode ser conceituada como sendo "os conhecimentos de odontologia aplicados à atenção em saúde do trabalhador nos aspectos de promoção, preservação, recuperação e a reabilitação da saúde de trabalhadores submetidos aos riscos e agravos advindos das condições de trabalho”.
Odontologia do Trabalho é especialidade reconhecida pelo Conselho Federal de Odontologia (CFO) pela Resolução nº 25 de 16 de maio de 2002, entretanto muitos profissionais da própria classe Odontológica ainda não têm conhecimento adequado sobre esta nova área de atuação no mercado de trabalho.

## Áreas de competência para atuação do especialista em Odontologia do Trabalho:[3]
a) identificação, avaliação e vigilância dos fatores ambientais que possam constituir risco à saúde bucal no local de trabalho, em qualquer das fases do processo de produção;
b) assessoramento técnico e atenção em matéria de saúde, de segurança, de ergonomia e de higiene no trabalho, assim como em matéria de equipamentos de proteção individual, entendendo-se inserido na equipe interdisciplinar de saúde do trabalho operante;
c) planejamento e implantação de campanhas e programas de duração permanente para educação dos trabalhadores quanto a acidentes de trabalho, doenças ocupacionais e educação em saúde;
d) organizar estatísticas de morbidade e mortalidade com causa bucal e investigar suas possíveis relações com as atividades laborais;
e) realização de exames odontológicos para fins trabalhistas, incluindo os que constam no artigo 7.4.1.. da NR 7.
Novas frentes estão sendo expandidas na atuação do odontólogo do trabalho, como por exemplo, a identificação de problemas bucais que podem colocar em risco a atividade laboral, sendo necessário, então, um serviço de promoção de saúde mais específico para estes problemas.

### Importância da Odontologia nos Serviços de Saúde Ocupacional
A dor de origem dental e facial pode gerar consequências psicológicas e sociais nos indivíduos, como irritação, preocupação,distúrbios do sono, além dos efeitos colaterais de medicações que eventualmente sejam usadas para controle dessas algias, e esses fatores podem gerar implicações diretas na atividade laboral, tais como queda de produtividade, desatenção, ausência do trabalho pela necessidade de buscar tratamento ou para recuperação.
O Manual de Procedimentos para os Serviços de Saúde do Ministério da Saúde: Doenças Relacionadas ao Trabalho afirma que as doenças do aparelho digestivo, relacionadas ou não ao trabalho, estão entre as causas mais frequentes de absenteísmo e que doenças de manifestação bucal, competem à atuação da Odontologia Ocupacional. O Manual alerta que problemas dentários são causa importante de absenteísmo e que podem estar associados ao comprometimento de órgãos vizinhos (ossos, seios da face), à função mastigatória e que podem ser focos sépticos.
Estudo do Ministério da Saúde  brasileiro mostra que 97,18% dos indivíduos da faixa etária de 35 a 44 anos, idade em que se espera atividade laboral, já
consultaram um dentista ao menos uma vez na vida. Dos atendimentos prestados a esta faixa, 63,8% se deram em virtude de presença de dor, problemas periodontais, cavidades nos dentes ou feridas, sendo que 33,7% da população adulta sofria de dor dentária. O estudo também mostrou que 59,18% destes indivíduos classificava sua saúde bucal como regular, ruim ou péssima. Estes números mostram que o contato com a Odontologia é necessário à população, que ocorre com certa frequência mas ainda assim estes indivíduos estão insatisfeitos quanto a sua saúde bucal.

## Projeto de Lei nº 422/2007.
O Projeto de Lei nº 422/2007 da Câmara dos Deputados do Brasil, em tramitação, visa obrigar as empresas a manterem serviços ocupacionais odontológicos para os empregados, instituindo  exames odontológicos, por conta do empregador, nas condições estabelecidas na Lei e nas instruções complementares a serem expedidas pelo Ministério do Trabalho. O Projeto altera o art. 162, Seção III, e o art. 168, Seção V, do Capítulo V do Título II da Consolidação das Leis do Trabalho, relativo à segurança e medicina do trabalho (SESMT).
A justificativa da Proposição, apresentada pelo Deputado Federal Flaviano Melo, é que se verifica uma lacuna no ordenamento jurídico vigente no que tange à saúde bucal do trabalhador, pois, atualmente, não há instrumento legal que ampare e obrigue a inclusão de ações de odontologia nas empresas e que a atenção à saúde bucal é parte integrante das ações de saúde em geral, não devendo ser negligenciada, dada a importância dos transtornos bucais na gênese de acidentes de trabalho e do absenteísmo nas empresas.

## Número de Especialistas
Segundo o CFO, em maio de 2011 havia no Brasil 695 cirurgiões-dentistas com inscrição de especialista como odontólogo do trabalho.

## Associação Brasileira de Odontologia do Trabalho
A Associação Brasileira de Odontologia do Trabalho ABOT, é uma Associação Civil, de caráter cultural, técnico e científico, sem fins lucrativos, com sede e foro na Cidade do Rio de Janeiro, Estado do Rio de Janeiro, de duração indeterminada, com ÂMBITO NACIONAL. Foi fundada em 31 de Outubro de 2003 na cidade de Niterói/RJ, por um grupo formado pelos primeiros especialistas, com os mesmos objetivos e metas, em prol da Odontologia do Trabalho. Foi reconhecida como Entidade de Classe pelo CFO em dezembro de 2004.